# NGC 4671
NGC 4671 est une galaxie elliptique située dans la constellation de la Vierge. Sa vitesse par rapport au fond diffus cosmologique est de 3 263 ± 51 km/s, ce qui correspond à une distance de Hubble de 48,1 ± 3,5 Mpc (∼157 millions d'al). NGC 4671 a été découverte par l'astronome germano-britannique William Herschel en 1789.
NGC 4671 est une galaxie dont le noyau brille dans le domaine de l'ultraviolet. Elle est inscrite dans le catalogue de Markarian sous la cote Mrk 1334 (MK 1334).